# Ocrepeira tinajillas
Ocrepeira tinajillas là một loài nhện trong họ Araneidae.
Loài này thuộc chi Ocrepeira. Ocrepeira tinajillas được Herbert Walter Levi miêu tả năm 1993.